# Marie-Thérèse Auffray
Pour les articles homonymes, voir Auffray.
Marie-Thérèse Auffray, née le 11 octobre 1912 à Saint-Quay-Portrieux (Côtes-d'Armor) et morte le 27 septembre 1990 à Échauffour (Orne), est une artiste peintre française et résistante de la Seconde Guerre mondiale.
Elle est connue pour ses œuvres expressionnistes et sa volonté de rester indépendante du marché de l'art, dont elle a toujours rejeté les codes mercantiles.

## Biographie

### Les années parisiennes
Marie-Thérèse Auffray quitte Saint-Quay-Portrieux, sa ville de naissance, pour Paris en 1920 à la suite du décès de son père. Elle devient pupille de la Nation. Douée pour les arts, elle intègre rapidement le milieu artistique parisien du quartier Montparnasse et fréquente les ateliers rue d'Alésia dans le 14e arrondissement. En 1940, elle arrive à vivre de son art.

### L'engagement dans la Résistance
Dès 1940, elle intègre la Résistance intérieure, rejoignant le réseau Ceux de la Libération.
En 1942, elle s'installe dans son propre atelier, no 21 rue Gazan, qu'elle partage avec sa cousine, la résistante Monique Tarin. Tout en conservant son atelier parisien, elle rejoint Échauffour où elle s'engage aux côtés d'une autre jeune résistante, Noëlle Guillou. Elles approvisionnent les résistants parisiens en produits du terroir.
En 1944, elle s'installe définitivement chez sa compagne Noëlle qui tient une auberge à Échauffour. Elle conserve néanmoins son atelier parisien. Elle s'illustre en Normandie, dans des actions héroïques en exfiltrant des parachutistes alliés et sauve l'aviateur américain Arnold Pederson. Le président Dwight D. Eisenhower lui rendra hommage pour cet exploit.

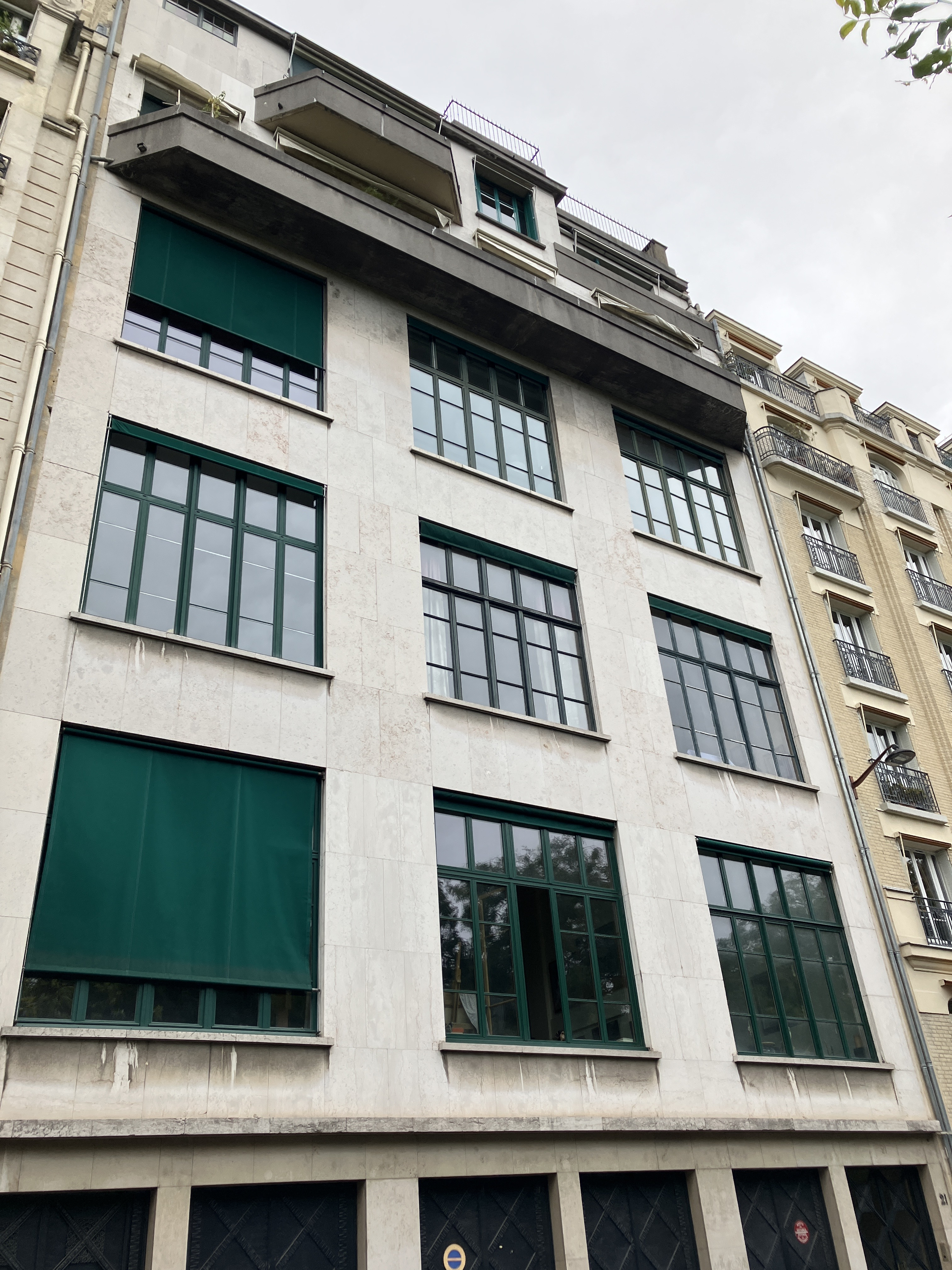
Son atelier au 21 rue Gazan à Paris.

### Après-guerre
En 1945, Marie-Thérèse Auffray expose à la galerie Drouant-David et à la galerie Lucy Krohg, à Paris.
En 1947, dans l'Orne, elle ouvre à côté de l'auberge de Noëlle Guillou un dancing, Le Bateau ivre
De 1947 à 1958, elle côtoie le peintre Maurice de Vlaminck qu'elle admire mais dont elle se démarquera artistiquement après 1954.
Ses œuvres ont été dispersées après son décès. L'Association MTA (acronyme de son nom) a contribué à sa redécouverte. Plusieurs rétrospectives lui ont été consacrées : en 2016 à Échauffour (Orne), en 2017 à Paris à l'Orangerie du Sénat, et en 2018 à Alençon et à Saint-Quay-Portrieux.

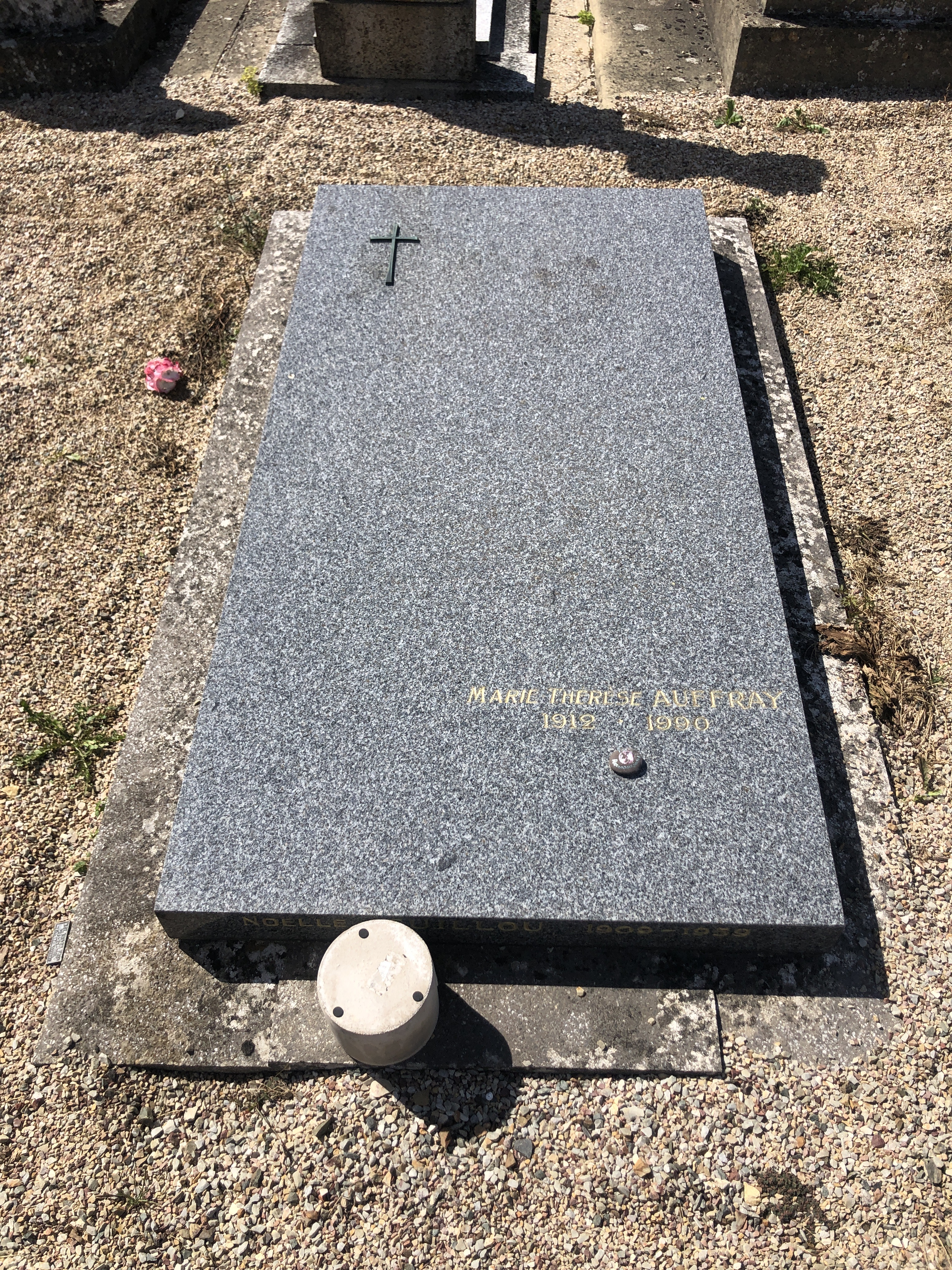
Tombe de Marie-Thérèse Auffray, à Échauffour (Orne).

Marie-Thérèse Auffray est inhumée avec sa compagne, « Sa Noëlle » (+1959), au cimetière d'Échauffour (Orne). 

## Hommages publics

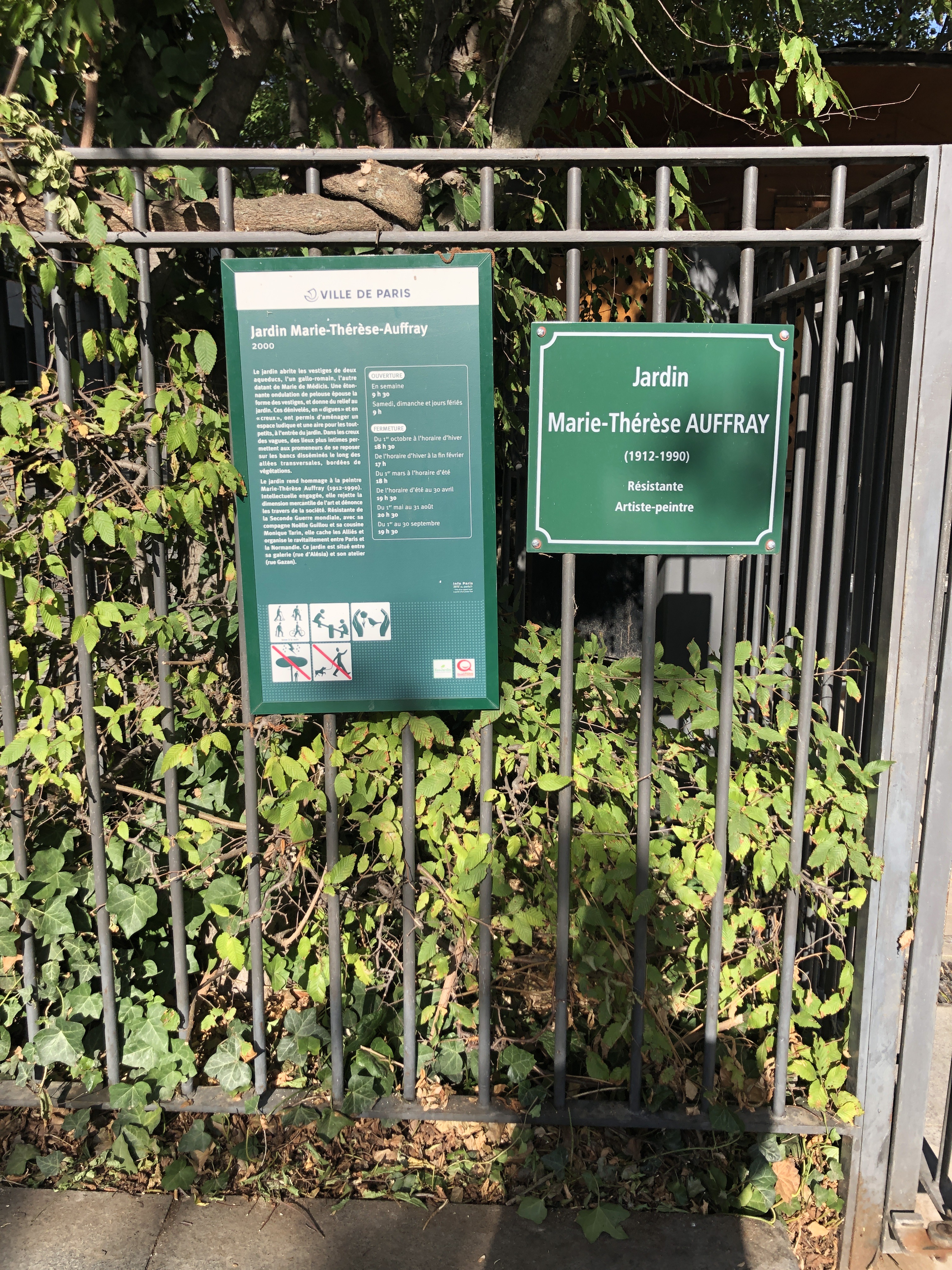
Entrée du jardin Marie-Thérèse-Auffray (Paris).

- La Ville de Paris a inauguré le jardin Marie-Thérèse Auffray dans le 14e arrondissement.

## Expositions
- 1945 : galerie Drouant-David, Paris, Les Grands peintres contemporains au service des prisonniers.
- 1945 : galerie Lucy Krohg, Paris, Exposition monographique, 34 toiles.
- Années 1950 et 1960 : Salon d'automne, Salon des indépendants, Salon des Tuileries, Salon des artistes français, Salon de l'Union des femmes peintres et sculpteurs.
- 1962 : galerie du Colisée, Paris, Rétrospective Auffray, 80 œuvres.
- 2017 : Orangerie du Sénat, Paris, Rétrospective[13]
- 2018 : rétrospective, Hôtel du département de l'Orne, Alençon[10].
- 2018 : Centre des Congrès de Saint-Quay-Portrieux, Marie-Thérèse Auffray, peintre et résistante 1912-1990[14].
- 2023 : Galerie du Montparnasse, 55 rue du Montparnasse Paris 75014, "AUFFRAY (1912-1990), peintre engagée".

## Publications
- Jean-Marie Corsaire, Une belle histoire à colorier, texte et illustrations de Marie-Thérèse Auffray, Paris, Éditions Willeb, 1943.
- Marie-Thérèse Auffray, Fabliaux du Moyen Âge, Paris, Éditions Willeb.

## Hommages
- Le jardin Marie-Thérèse-Auffray à Paris, dans le quartier où l'artiste avait son atelier[15], dessiné par l'artiste Rorcha et célèbre pour sa collection de Sakura, porte son nom en sa mémoire[16],[17].